# Führungsstab der Luftwaffe
Der Führungsstab der Luftwaffe (Fü L) war von 1. Juni 1957 bis zum 30. März 2012 eine Abteilung im deutschen Bundesministerium der Verteidigung (BMVg), dienstansässig auf der Hardthöhe in Bonn. Ihm oblag zugleich die truppendienstliche Führung der Luftwaffe. Nach seiner Auflösung wurden dessen Aufgaben auf die neu aufgestellten Kommandobehörden übertragen, zu einem kleinen Teil verblieben sie im BMVg.

## Aufbau
Der Führungsstab der Luftwaffe unterstand dem Inspekteur der Luftwaffe und hatte zuletzt drei Stabsabteilungen mit jeweils sechs Referaten und das Referat für zentrale Aufgaben (Fü L/Z).
Dem Führungsstab der Luftwaffe waren das Luftwaffenführungskommando und das Luftwaffenamt unterstellt.
Der Führungsstab gliederte sich wie folgt
- Stabsabteilung Fü L I (Personal, Ausbildung, Organisation) mit den Referaten
  - Fü L I 1 Personelle Grundsatzangelegenheiten Luftwaffe, Innere Führung, Personalstruktur
  - Fü L I 2 Personallage, Personalplanung, Personalhaushalt, Truppendienstliche Angelegenheiten Fü L/Lw
  - Fü L I 3 Allgemeinmilitärische und militärfachliche Ausbildung
  - Fü L I 4 Grundsätze Organisation, STAN, Struktur Luftwaffe
  - Fü L I 5 Stationierung, OrgMaßnahmen
  - Fü L I 6 Beiträge zum Haushalt und zur Finanzplanung, Bewirtschafter
- Stabsabteilung Fü L II (Logistik, Rüstung, Planung) mit den Referaten
  - Fü L II 1 Grundsatz/Querschnitt Logistik und Nutzung
  - Fü L II 2 Bundeswehrplanung, Realisierungskontrolle
  - Fü L II 3 Grundsatzangelegenheiten CPM 2001, BV IAGFA; F&T, Internationale Rüstungszusammenarbeit (Fähigkeits- und Bedarfsanalyse)
  - Fü L II 4 Rüstung/Nutzung Transport-, Sonder-Luftfahrzeuge und Hubschrauber der Bundeswehr, Bedarfsplanung Materialerhaltung Luftfahrzeuge
  - Fü L II 5 Rüstung/Nutzung Kampfflugzeuge
  - Fü L II 6 Rüstung/Nutzung bodengebundenes Material/IT *
- Stabsabteilung Fü L III (Konzeption, Führung, Einsatzgrundsätze) mit den Referaten
  - Fü L III 1 Konzeption und Weiterentwicklung Luftwaffe
  - Fü L III 2 Internationale Zusammenarbeit Luftwaffe
  - Fü L III 3 Grundsatzangelegenheiten Einsatz und Operative Führung, Einsatzführung Luftstreitkräfte, Operative Grundlagen, Führungsunterstützung, Übungen
  - Fü L III 4 Grundsatzangelegenheiten Flugbetrieb, Flugsicherung, Flugsicherheit der Bundeswehr
  - Fü L III 5 Grundsatzangelegenheiten Führung und Einsatz fliegender Kräfte/Mittel
  - Fü L III 6 Grundsatzangelegenheiten Führung und Einsatz bodengebundener Kräfte und Mittel

sowie
- FüL/Z unter anderem für Presse- und Öffentlichkeitsarbeit und Controlling

## Chef des Stabes
| Nr. | Dienstgrad      | Name                       | Beginn der Berufung | Ende der Berufung |
| --- | --------------- | -------------------------- | ------------------- | ----------------- |
| 25  | Generalmajor    | Erich Staudacher           | 1. Okt. 2010        | 31. März 2012 (2) |
| 24  | Generalmajor    | Norbert Finster            | 1. Nov. 2005        | 30. Sep. 2010     |
| 23  | Generalmajor    | Winfried Gräber            | 1. Apr. 2004        | 30. Okt. 2005     |
| 22  | Generalmajor    | Heinz Marzi                | 1. Okt. 2001        | 30. März 2004     |
| 21  | Generalmajor    | Hans-Günter Schröfel       | 1. Okt. 1997        | 30. Sep. 2001     |
| 20  | Generalmajor    | Karl-Heinz Richter         | 1. Okt. 1994        | 30. Sep. 1997     |
| 19  | Generalmajor    | Axel-Björn Kleppien        | 1. Apr. 1993        | 30. Sep. 1994     |
| 18  | Generalmajor    | Detlef Wibel               | 1. Apr. 1990        | 30. März 1993     |
| 17  | Generalmajor    | Peter Klatte               | 1. Okt. 1985        | 31. März 1990     |
| 16  | Generalmajor    | Fritz Schulz               | 1. Okt. 1984        | 30. Sep. 1985     |
| 15  | Generalmajor    | Hartmut Gülzow             | 1. Okt. 1981        | 30. Sep. 1984     |
| 14  | Generalmajor    | Paul Sommerhoff            | 1. Okt. 1978        | 30. Sep. 1981     |
| 13  | Generalmajor    | Gerd Haseloff              | 1. Okt. 1976        | 30. Sep. 1978     |
| 12  | Generalmajor    | Gerhard Kerscher           | 1. Feb. 1973        | 30. Sep. 1976     |
| 11  | Generalleutnant | Hans-Werner Mehlen         | 1. Juli 1971        | 31. Jan. 1973     |
| 10  | Generalmajor    | Uwe Vogel                  | 1. Okt. 1969        | 30. Juni 1971     |
| 09  | Generalmajor    | Walter Roos                | 1. Apr. 1968        | 30. Sep. 1969     |
| 08  | Generalmajor    | Adolf Hempel               | 1. Apr. 1966        | 31. März 1968     |
| 07  | Generalmajor    | Friedrich-Carl Schlichtung | 1. Okt. 1963        | 31. März 1966     |
| 06  | Generalmajor    | Werner-Eugen Hoffmann      | 1. Okt. 1962        | 30. Sep. 1963     |
| 05  | Brigadegeneral  | Adolf Hempel               | 1. Jan. 1962        | 30. Sep. 1962     |
| 04  | Brigadegeneral  | Johannes Trautloft         | 1. Jan. 1961        | 31. Dez. 1961     |
| 03  | Brigadegeneral  | Lothar von Heinemann       | 1. Juli 1958        | 31. Dez. 1960     |
| 02  | Brigadegeneral  | Hermann Plocher            | 14. Juli 1957       | 30. Juni 1958     |
| 01  | Brigadegeneral  | Werner Panitzki            | 1. Juni 1957        | 14. Juli 1957     |